# Kalamazoo County
Kalamazoo County ist ein County im Bundesstaat Michigan der Vereinigten Staaten. Der Verwaltungssitz (County Seat) ist Kalamazoo. Das U.S. Census Bureau hat bei der Volkszählung 2020 eine Einwohnerzahl von 261.670 ermittelt.

## Geographie
Das County liegt im Südwesten der Unteren Halbinsel von Michigan, ist im Süden etwa 40 km von Indiana, im Westen etwa 50 km vom Michigansee, einem der 5 großen Seen, entfernt und hat eine Fläche von 1503 Quadratkilometern, wovon 47 Quadratkilometer Wasserfläche sind. Es grenzt im Uhrzeigersinn an folgende Countys: Barry County, Calhoun County, St. Joseph County, Van Buren County und Allegan County.
Das County wird vom Office of Management and Budget zu statistischen Zwecken als Kalamazoo–Portage, MI Metropolitan Statistical Area geführt.

## Geschichte
Kalamazoo County wurde 1829 als Original-County aus freiem Territorium gebildet. Benannt wurde es, ebenso wie die Bezirkshauptstadt, nach dem Kalamazoo River. Beide ziehen ihren Namen aus der Sprache der dortigen Indianerstämme.
51 Bauwerke und Stätten des Countys sind im National Register of Historic Places eingetragen (Stand 25. November 2017).

## Demografische Daten

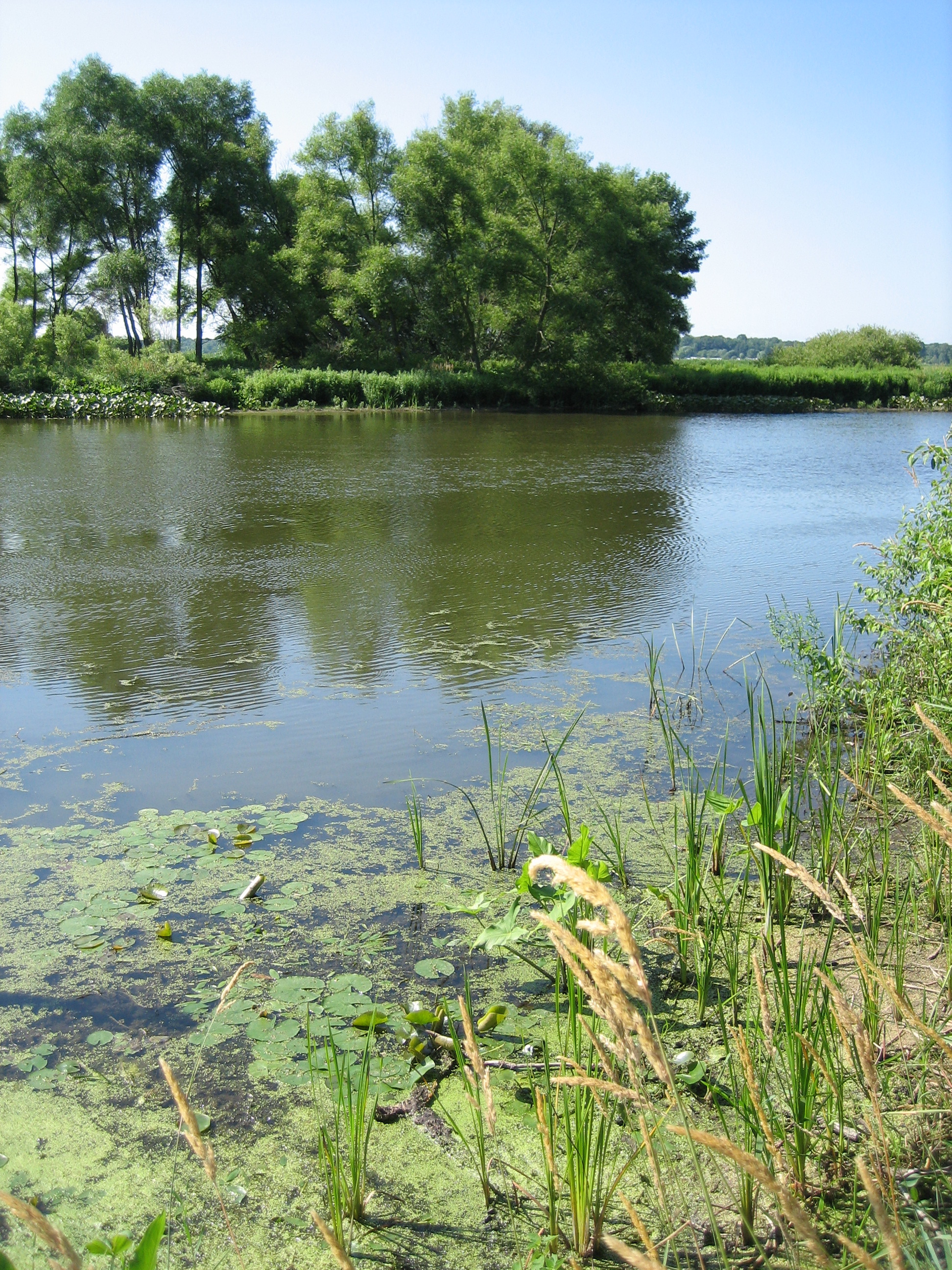
Der Kalamazoo River

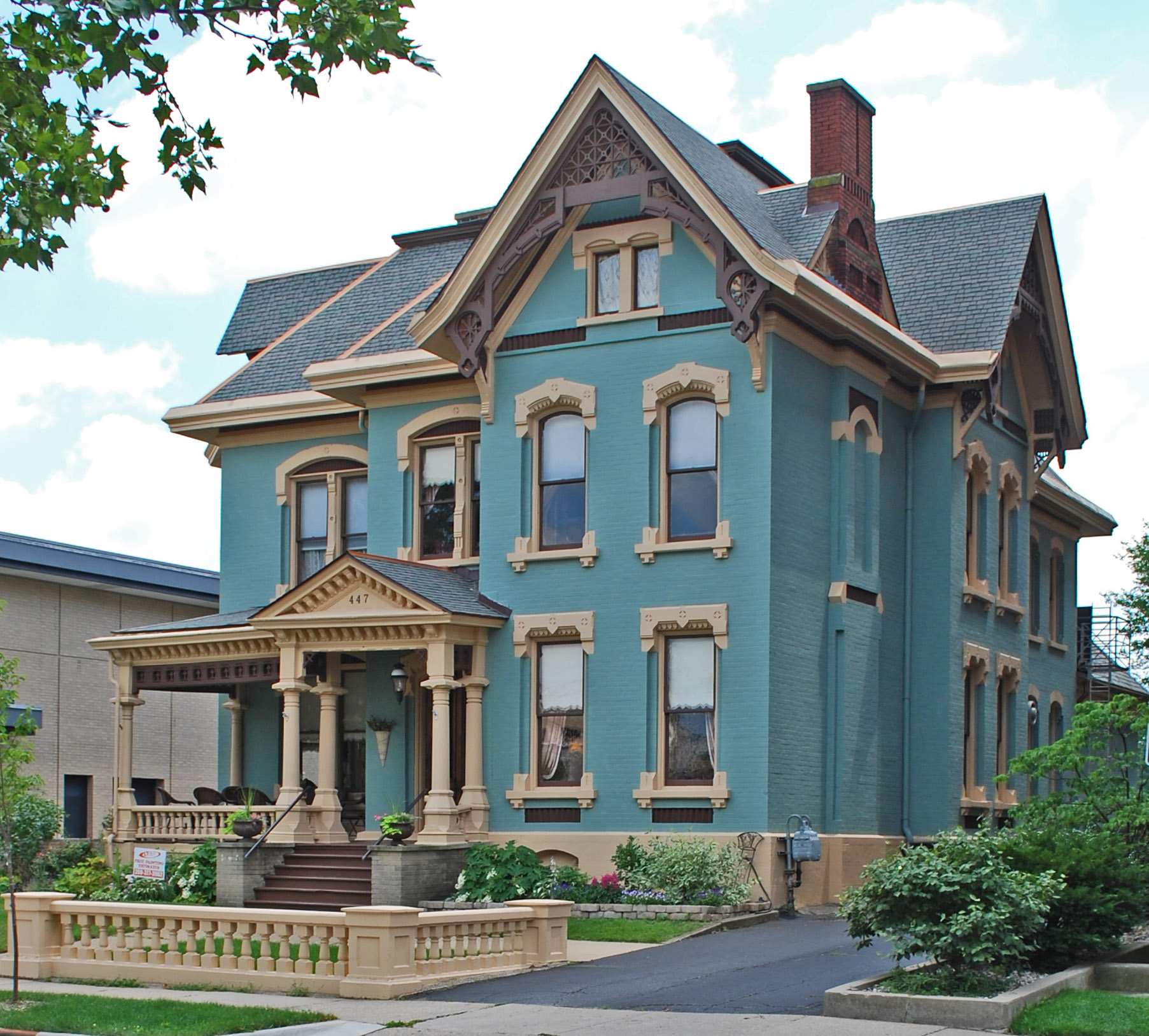
David Lilienfeld House, gelistet im NRHP

Nach der Volkszählung im Jahr 2000 lebten im Kalamazoo County 238.603 Menschen in 93.479 Haushalten und 57.956 Familien. Die Bevölkerungsdichte betrug 164 Einwohner pro Quadratkilometer. Ethnisch betrachtet setzte sich die Bevölkerung zusammen aus 84,57 Prozent Weißen, 9,73 Prozent Afroamerikanern, 0,41 Prozent amerikanischen Ureinwohnern, 1,83 Prozent Asiaten, 0,03 Prozent Bewohnern aus dem pazifischen Inselraum und 1,27 Prozent aus anderen ethnischen Gruppen; 2,15 Prozent stammten von zwei oder mehr Ethnien ab. 2,64 Prozent der Bevölkerung waren spanischer oder lateinamerikanischer Abstammung.
Von den 93.479 Haushalten hatten 30,4 Prozent Kinder unter 18 Jahren, die bei ihnen lebten. 47,7 Prozent waren verheiratete, zusammenlebende Paare, 11,0 Prozent waren allein erziehende Mütter und 38,0 Prozent waren keine Familien. 28,0 Prozent waren Singlehaushalte und in 8,5 Prozent lebten Menschen im Alter von 65 Jahren oder darüber. Die Durchschnittshaushaltsgröße betrug 2,43 und die durchschnittliche Familiengröße lag bei 3,00 Personen.
24,1 Prozent der Bevölkerung waren unter 18 Jahre alt. 15,2 Prozent zwischen 18 und 24 Jahre, 28,2 Prozent zwischen 25 und 44 Jahre, 21,1 Prozent zwischen 45 und 64 Jahre und 11,4 Prozent waren 65 Jahre oder älter. Das Durchschnittsalter betrug 33 Jahre. Auf 100 weibliche Personen kamen 93,6 männliche Personen. Auf 100 Frauen im Alter von 18 Jahren und darüber kamen statistisch 90,5 Männer.
Das jährliche Durchschnittseinkommen eines Haushalts betrug 42.022 USD, das Durchschnittseinkommen einer Familie 53.953 USD. Männer hatten ein Durchschnittseinkommen von 39.611 USD, Frauen 27.965 USD. Das Prokopfeinkommen betrug 21.739 USD. 6,5 Prozent der Familien und 12,0 Prozent der Bevölkerung lebten unterhalb der Armutsgrenze.

## Orte im County
- Adams Park
- Alamo
- Augusta
- Climax
- Comstock
- Cooks Mill
- Cooper
- Doughertys Corners
- East Comstock
- East Cooper
- Eastwood
- Fulton
- Galesburg
- Gardners Corners
- Gull Lake
- Highland Park
- Howlandsburg
- Kalamazoo
- Lakewood
- Lawndale
- Lemon Park
- Midland Park
- Milwood
- Northwood
- Oakwood
- Oshtemo
- Parchment
- Pavilion
- Pavillion Center
- Pomeroy
- Portage
- Ramona Park
- Richland
- Richland Junction
- Schoolcraft
- Scotts
- South Gull Lake
- Texas Corners
- Vicksburg
- Westwood
- Yorkville

Townships
- Alamo Township
- Brady Township
- Charleston Township
- Climax Township
- Comstock Charter Township
- Cooper Charter Township
- Kalamazoo Charter Township
- Oshtemo Charter Township
- Pavilion Township
- Prairie Ronde Township
- Richland Township
- Ross Township
- Sandstone Township
- Texas Charter Township
- Wakeshma Township